# Рубеола
Рубеола се причинява от специфичен вирус – РНК вирус от групата на тога–вирусите. При заразяване на бременни вирусът преминава през плацентата и причинява тежки увреждания на плода. Заболяването се предава по въздушно-капков път от болен на здрав. Рубеолата се характеризира със сравнително ниска заразност, като предимно тя заразява децата, които ходят на училище – като мнозинството от хора на 20-годишна възраст вече имат имунитет (в 80 – 90% от случаите).
Причинителят на рубеола прониква в организма през лигавицата на дихателните пътища. От там той попада в кръвта, чрез която достига до кожата, лимфните възли и до плода у бременни. Заболяването протича като цяло сравнително леко, но ако засегне бременни, води до тежки вътреутробни увреждания на плода.

## Инкубационен период и протичане
Инкубационният период е около две-три седмици, като заразените са опасни за околните от 4 дни преди до 2 седмици след появата на кожния обрив. Началните признаци са отпадналост, главоболие, покачване на телесната температура, мускулни и ставни болки, зачервяване на гърлото. След 2 – 3 дни се появява кожен обрив, който се състои от дребни (2 – 4 мм) розово-червени петна, леко надигнати над кожата (папули). Обривът обхваща цялото тяло, но най-силно гърба, седалището и сгъваемите повърхности на крайниците. Понякога обривът се съпровожда от силен сърбеж.

## Симптоми
Инфектирането при половината случаи при деца протича без симптоми. Инфекцията от рубеола се характеризира с леко повишена температура, главоболие, отпадналост, загуба на апетит, леки болки в гърлото, слаба хрема и конюнктивит. Обривът се появява от 1 до 5 дни след края на инкубационния период. Обривът може и въобще да не се появи или да наподобява такъв от морбили или скарлатина.
Характерно за рубеолата е увеличаването на задушните и тилните лимфни възли. У бременни инфекцията засяга и плода. Вирусът предизвиква изменения в хромозомния апарат на клетките на плода. Децата, преболедували вътреутробно от рубеола, са с тежки малформации на сърдечно-съдовата система, на очите, с глухота.

## Лечение и прогноза
Лечението се провежда в домашна обстановка, в изолация от околните не боледували деца. Назначават се антипиретици, течно-кашава диета, витамини. При настъпили усложнения (артрит, менингит, енцефалит) се налага болнично лечение. При заболяване на бременни е препоръчително прекъсване на бременността, особено в първата половина на бременността, когато увреждането на плода е най-тежко.
Прогнозата е добра. Рядко настъпват усложнения, които я влошават. Прогнозата за плода е крайно неблагоприятна.
Профилактиката се състои в строга изолация на болните и особено предпазване на бременни от контакт със заболели поне до четири седмици след преминаване на обрива.